# Пиво зі смаком дружби
«Пиво зі смаком дружби» (англ. The Greatest Beer Run Ever) — комедійна драма режисера Пітера Фарреллі. Екранізація однойменної книги Джоанни Моллой та Джона Донохью. Головні ролі виконали Зак Ефрон, Рассел Кроу та Білл Мюррей. Світова прем'єра відбулася 13 вересня 2022 року на Кінофестивалі у Торонто. 30 вересня 2022 року фільм вийшов на Apple TV+.

## Сюжет
1967 року Джон Донохью 26-річний ветеран морської піхоти США, працює в торгівельному флоті. Якось уночі в одному з барів Нью-Йорка йому кинули виклик друзі. Чоловіки втратили рідних і друзів під час війни у В'єтнамі. Один із друзів запропонував ідею, яка багатьом може здатися абсурдною: один із них має пробратися до В'єтнаму, розшукати своїх бойових товаришів та передати кожному з них слова підтримки з дому, можливо, трохи посміятися та випити пива.
Чікі їде на човні до Сайгону з сумкою, повною банок пива Pabst Blue Ribbon, у пошуках військового поліцейського Томмі Коллінза. Він знаходить Коллінза, який у захваті від його побачення. Тієї ночі старший офіцер Коллінза приходить і карає Чікі за доставку пива, а потім підозрює, що він агент ЦРУ. Друзі Чікі та Коллінза розробляють план, як зв’язатися з іншими друзями Чікі. Під керівництвом місцевого жителя, на ім'я Гієу Чікі зупиняється в готелі Caravelle, де він знаходить американських і британських репортерів, які виступають проти війни. Під виглядом агента ЦРУ він пристає до військового каравану до авіабази Б’єн Хоа, потім його доставляють на авіабазу Дананг, а потім до зони Jane, де він шукає Ріка Даггана, який служить у 1-й кавалерійській дивізії. Сержант Даггана передає йому радіозв’язок, щоб він доповів на командний пункт, що змушує Даггана бігти на видноті під вогнем ворога. Коли Чікі дивує його, Дагган реагує сердито, але дозволяє Чікі приєднатися до нього та його загону на полі бою, коли вони обстрілюють В’єтконг з окопів. Коли настає ніч, Чікі знову роздає пиво. Дагган також розповідає Чікі, що один із їхніх друзів, Рейнольдс, був убитий. Вранці, після розставання з Дагганом, Чікі потрапляє в гелікоптер з двома агентами ЦРУ, які жорстоко допитують і викидають в'язня.
Чікі повертається додому зі зміненим поглядом на війну. Перед тим, як випити зі своїми друзями, він відвідує місіс Міноуг, щоб дати їй чотки, які він мав подарувати Томмі. Чікі бере на себе відповідальність за смерть Томмі, але місіс Міноуг прощає його, обіймаючи. Чікі проходить повз парк, де він сидить серед данини пам'яті солдатам і ділиться своїм останнім пивом зі своєю сестрою Крістін.

## У ролях
| Актор              | Роль                |
| ------------------ | ------------------- |
| Зак Ефрон          | Джон «Чікі» Донохью |
| Рассел Кроу        | Артур Коутс         |
| Білл Мюррей        | Полковник           |
| Джейк Пікінг       | Рік Дагган          |
| Вілл Ропп          | Кевін Маклун        |
| Арчі Рено          | Боббі Паппас        |
| Кайл Аллен         | Томмі Коллінз       |
| Рубі Ешборн Серкіс | Крістін             |
| Пол Адельштейн     | містер Донахью      |

## Виробництво
26 квітня 2019 року кінокомпанія Skydance Media набула права на адаптацію книги The Greatest Beer Run Ever з наміром її екранізувати. Пітер Фарреллі зайняв режисерське крісло і виступив співавтором сценарію разом із Браяном Каррі та Пітом Джонсом. На головні ролі були затверджені Вігго Мортенсен і Ділан О'Брайєн.
У березні 2021 року права на фільм перейшли до Apple TV+, при цьому Мортенсен та О'Брайєн вибули з проекту. Зак Ефрон і Рассел Кроу увійшли до акторського складу, змінивши О'Браєна та Мортенсена, а Білл Мюррей був запрошений на роль другого плану. Ефрон і Кроу були затверджені на головні ролі у липні 2021. Очікувалося, що зйомки розпочнуться в серпні 2021 року в Австралії чи Новій Зеландії. Джейк Пікінг, Вілл Ропп, Арчі Рено та Кайл Аллен приєдналися до акторського складу у вересні 2021 року. Мюррей отримав роль у жовтні, а Рубі Ешборн Серкіс та Вілл Хочман приєдналися наступного місяця.
Зйомки почалися у вересні 2021 року і відбуватимуться між Таїландом та Нью-Джерсі.